# 14877 Zauberflöte
14877 Zauberflöte là một tiểu hành tinh vành đai chính với chu kỳ quỹ đạo là 1937.0758140 ngày (5.30 năm).
Nó được phát hiện ngày 19 tháng 11 năm 1990.